# اشتایر تی‌ام‌پی
اشتایر تی‌ام‌پی (به انگلیسی: Steyr TMP)یک پیستول خودکار با کالیبر ۹‍‍‍‍‍×۱۹ میلی‌متری ساخت شرکت اتریشی اشتایر مانلیشر است.

## استفاده‌کنندگان
- فرماندهی عملیات کبرا (نیروی ویژه ضد تروریسم اتریش)[۱]
- گروه مداخله ویژه (نیروی ویژه ضد تروریسم پلیس ایتالیا)[۲]
- گارد سوئیس